# Пам'ятник Тарасові Шевченку (Біла Церква)
Пам'ятник Тарасові Шевченку в Білій Церкві — пам'ятник-погруддя українському поетові Тарасові Шевченку, встановлений у Білій Церкві 1991 року. Тарас Григорович неодноразово відвідував Білу Церкву, але повноцінний пам'ятник йому встановлено лише у 1991, фактично за декілька місяців до проголошення незалежності. Саме встановлення було приурочено до 130-х роковин по смерті поета.

## Історія
За проханням про установку пам'ятника керівництво міста звернулося до уряду ще при підготовці до святкування 950-річного ювілею Білої Церкви (1982 рік). Просили й кошти для цього. І одержали відмову: «грошей нема».
Через кілька років з управління архітектури подзвонив В. Гнєзділов і сказав, що є хороший бюст Тараса Шевченка роботи С. Ковальова, автора багатьох скульптур Кобзаря, одна з яких передана як дар українського народу й установлена в Канаді. В цьому випадку бюст був відлитий з бронзи щоб поставити в фронтоні реконструйованого Київського оперного театру, але з'явилися сумніви щодо надійності перекриття, на якому він мав стояти. Отож для оперного відлили інше погруддя з оргскла, тонувавши його під бронзу.
Тоді й виникла думка запропонувати бронзовий бюст Білій Церкві, про що став клопотатися Український фонд культури, очолюваний Б. Олійником. Його заступник В. Юхно подбав, щоб обійшлося це місту недорогим коштом, і невдовзі міськвиконком перерахував фонду майже символічну суму.
Так бюст став власністю міста. Проте його дорога до п'єдесталу виявилася не такою вже й короткою: розгорілася дискусія не тільки щодо місця установлення пам'ятного знака, а доцільності використання для нього придбаного погруддя. Деякі архітектори обстоювали загалом правильну думку, що бюст мав би бути виконаний з урахуванням місця установлення, а не навпаки, як це сталося, підшуковувати місце для готового твору. Другі наполягали на скульптурі на повен зріст. Але в обох випадках треба було відкласти увіковічення поета в Білій Церкві на невизначений час, поки з'являться кошти для виконання спеціального замовлення.

Барельєф Тараса Шевченка на Центральних воротах дендропарку «Олександрія»

Щодо місця для пам'ятного знака пропонували кілька варіантів: на майдані Шевченка, біля ансамблю поштових споруд на Олександрійській вулиці, при вході в дендропарк «Олександрія» та біля Палацу культури шинників. Всі вони мали істотні вади. Майдан не підходив, бо через вулицю Ярослава Мудрого межує з Торговою площею, й у візуальному зв'язку з пропонованим місцем уже стояв пам'ятник Леніну, а в такій містобудівній ситуації може бути тільки один. До того ж за спиною Кобзаря була б вузенька вулиця його ж імені, тоді як за канонами архітектури личить широкий бульвар з озелененням посередині.
Та ще й сусідування ресторану «Радон» не дуже етичне. Другий варіант відхилили через брак простору перед комплексом поштових споруд, який виходить на транспортну магістраль. Крім того, погляд поета з висоти постаменту на цьому місці впирався б у вервечку хат аж ніяк не «біленьких».
Біля «Олександрії» на витоці однойменного бульвару (сучасний бульвар 50-річчя Перемоги) поміж двома рукавами магістралі нема місця для велелюдних зібрань. І нарешті пропозиція щодо установлення пам'ятника по вулиці Леваневського була відкинута, бо всі розуміли, що має бути він в старій частині міста, пов'язаній з перебуванням тут увічнюваного.
У середмісті три майдани межують, переходячи один в інший. Міркування про два з них викладені вище. Третій, Соборний (на той час площа Волі), розділений основною транспортною магістраллю на дві частини. Але саме на нього накинули оком, що було поверненням до однієї з перших пропозицій управління архітектури міськвиконкому, її схвалили й запрошені для консультацій начальник обласного відділу містобудування та архітектури М. Литовченко та згадуваний В. Гнєзділов. Вони віддали перевагу частині майдану біля Преображенського собору перед іншими майданчиками, які їм показали за розпорядженням першого секретаря МК КПУ О. Біличенка.
Замовником став відділ комунального господарства, керований В. Штикою, який квапив з робочою документацією. Авторський колектив В. Штучного приступив до роботи. Пам'ятний знак розміщений на пересіченні вулиць Міліцейської і Млинової. Не висуваючись і не відсуваючись відносно собору, він поставлений у створ з колонадою портика храму.
Розглянувши принципи, закладені в генплані проекту, і перші проектні пропозиції щодо постаменту, містобудівна рада рекомендувала розробляти робочі креслення. Як це у нас було завжди, працювали в авральному темпі: адже зазвичай об'єкти здавали до якоїсь дати. Спішно переносили інженерні комунікації і провадили земельні роботи.

## Сучасність
Біля пам'ятника щороку проходить ряд урочистостей, пов'язаних з життям поета та історії України. Практично активну увагу до монумента проявляють лише патріотичні сили. Через зростання інвестиційного потоку в місто мерія вирішила збудувати на місці пам'ятника торговельно-розважальний комплекс з підземним паркінгом, а погруддя поета перенести, або до названого на честь Кобзаря парку відпочинку, або кудись деінде. Проти цього виступили ряд організацій Білої Церкви і наразі пам'ятнику дали спокій.